# Marco Zetina
Marco Zetina (Ciudad de México, 13 de junio de 195?) es un actor y director de teatro mexicano.

## Biografía
Nacido en la capital mexicana, Zetina se recibió de actuación en el Instituto Andrés Soler de la ANDA en 1973. Al año siguiente, adquirió allí un Diplomado de Psicopedagogía y Didáctica en actuación. Trabajó en la secretaría general de la S.E.P. por once años, desde 1974 hasta 1985.
En 1989, recibió una Maestría en Dirección Escénica en la Escuela Internacional de Teatro de América Latina y el Caribe en La Habana, Cuba.
Como figura teatral, ha sido fundador y director de varios grupos teatrales como Grupo Teatral Núcleo y Compañía Teatral Marzeti. A su vez, fue por varios años miembro de la Compañía Nacional de Teatro de INBA.

## Filmografía

### Televisión
- Las Azules (2024) – Uriel Santana
- Tierra de esperanza (2023) – Jerónimo
- Madre de alquiler (2023) – Renato
- Un día para vivir (2021) – Hermelindo (episodio: «Demencia»)
- Monarca (2019-2020) – Fermín Martínez
- La Doña (2020) – Comandante Fonseca
- La usurpadora (2019)
- Preso no. 1 (2019) – Isauro Parra
- En tierras salvajes (2017) – Gerardo Rubio
- Ingobernable (2017) – Dr. Márquez
- El señor de los cielos (2015-2016) – Ricardo Monteverde
- Sr. Ávila (2013-2014) – Dr. Montes
- El Mariachi (2014) – Aníbal Corcuera
- La Patrona (2013) – Marcelo Vidal
- Fortuna (2013) – Leonel Canseco
- Capadocia (2012)
- Rosa Diamante (2012) – Juez
- Infames (2012) – General Jorge Luis Méndez
- Emperatriz (2011) – Gustavo
- El octavo mandamiento (2010) – Emilio García del Bosque
- Las Aparicio (2010)
- Ladrón de corazones (2003) – «El Narco»
- Luz Clarita (1997)
- La culpa (1996) – Dr. de la Fuente

### Cine
- Dime lo que quieres (2023)
- Karem, la posesión (2021) – Cardenal Buenaventura
- La cuarta puerta (2021) – Arturo
- El más buscado (2014) – Dr. Rangel
- Colosio (2012) – Amado
- Hidalgo Moliére

### Teatro
Algunas de sus incursiones teatrales son:
- El castigo sin venganza (2012)[3]
- Los empeños de una casa (2007-2008); obra de Juana Inés de la Cruz. Codirección teatral y actuación, junto a Aleyda Gallardo.[4]
- Jugando con Salvador Novo (2006-2007) codirección teatral.
- Proyecto Shakespeare (2005-2006) como actor y asistente de dirección.
- La casa de los siete balcones (2002); bajo la dirección de Rosenda Monteros.[5]
- Amor es más Laberinto (1999-2000)
- La Comedia Mexicana Siglos XVII al XX (1999)
- La cenicienta (1990) como director.[6]
- ¿Dónde está el tenor? (1990) acompañado de grandes estrellas como Mauricio Herrera, Patricio Castillo, Anna Silvetti y Evangelina Elizondo.[7]
- La muralla china (1980); obra de Max Frisch.[8]
- El Gesticulador (1979); obra de Rodolfo Usigli.